# Henry Muscat
John Henry Muscat, född 24 augusti 1902 i Sundsvall, död 16 januari 1936 i Linköping, var en svensk företagsledare. Han ingick 1930 äktenskap med Margit Simkowsky.
Muscat, som var son till grosshandlare Sam Muscat, var elev vid Sundsvalls högre allmänna läroverk 1911–1915, vid Beskowska skolan i Stockholm 1915–1920 samt studerade i Amerika 1920–1923 och i Tyskland 1923–1924. Han var verkställande direktör i Tidnings AB Östgöten från 1933 till sin död. Han var även vice ordförande i Östergötlands Boktryckareförening. Han begick självmord.